# Tvetabergs station


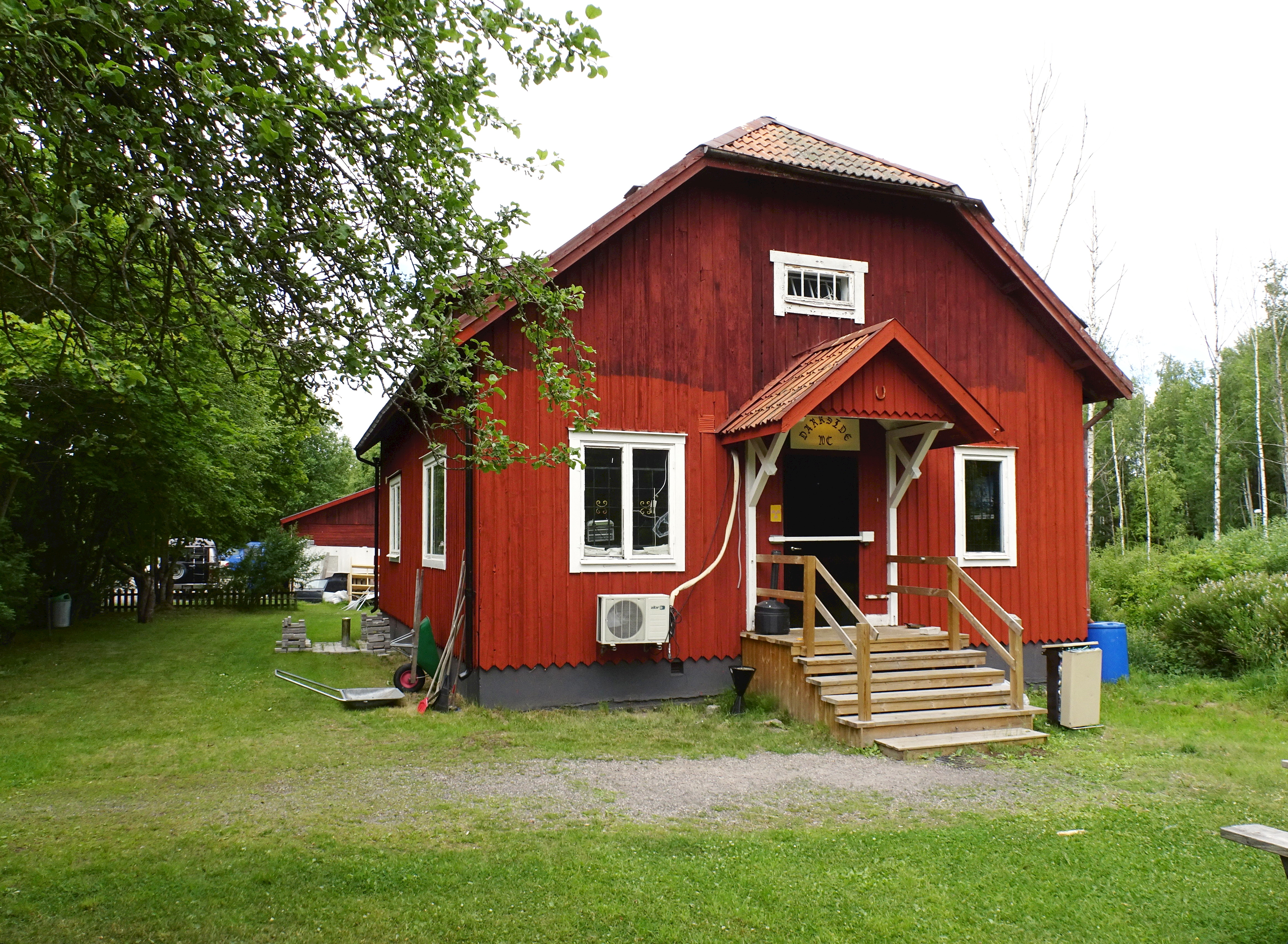
Tvetabergs gamla stationshus 2017.

Tvetabergs station var en järnvägsstation på Norra Södermanlands Järnväg (NrSlJ) i nuvarande Södertälje kommun. Nära stationen ligger Tvetabergs säteri.
Stationen var belägen i Tveta socken cirka en kilometer nordost om Tveta kyrka och Tvetabergs säteri. På den tiden låg stationen väl utanför Södertälje. Stationen öppnades år 1895, alltså samtidigt som järnvägslinjen. Statens Järnvägar tog över driften år 1931. Den drogs in 1965. Sträckan förbi stationen elektrifierades 1936. Restiden från Södertelge öfre var omkring åtta till tio minuter. Tvetabergs gamla stationshus finns kvar och nyttjas av en motorcykelklubb.